# آسادورا

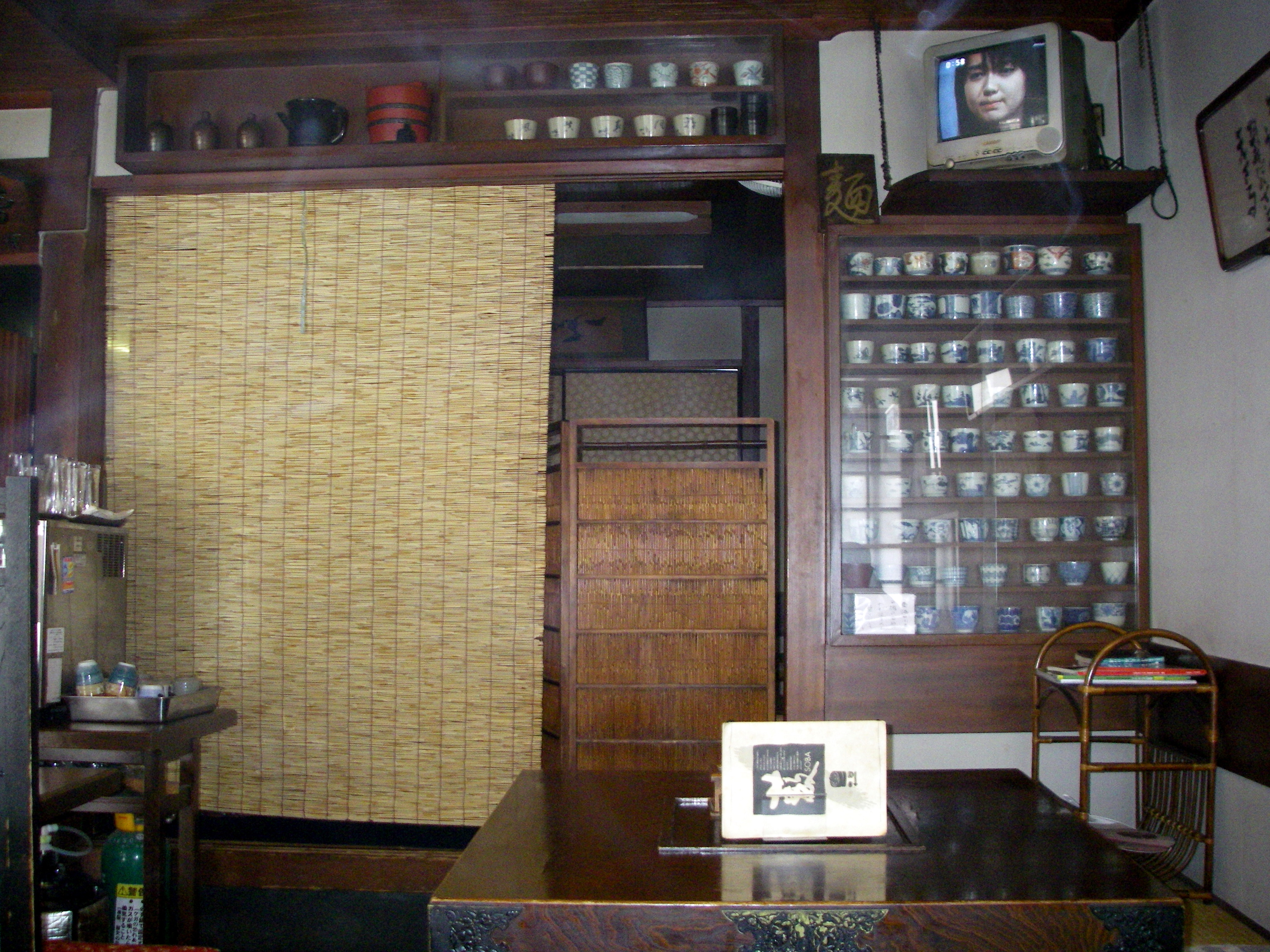
تصویری از آسادورا در تلویزیون ژاپن

آسادورا (به ژاپنی: 朝ドラAsadora) به معنی «درام صبح» یا رنزوکو تربی شوستسو (به ژاپنی: 連続テレビ小説) به معنی «درام دنباله‌دار تلویزیونی»، سریالی است، هر قسمت ۱۵ دقیقه، برنامه تلویزیونی درام تلویزیونی ژاپنی است که صبح‌ها توسط پخش عمومی ژاپنی ان‌اچ‌کی پخش می‌شود. اولین سریال از این دست در سال ۱۹۶۱ با سریال سیاه و سفید دختر و من (موسومه تو واتاشی) با بازی تاکه‌شی کیتازاوا بود که از دوشنبه تا جمعه صبح در ژاپن پخش می‌شد — همچنین این تنها سریالی بود که در هر قسمت به مدت ۲۰ دقیقه پخش شد.
آسادورا با سریال‌هایی مانند اوشین (سال‌های دور از خانه به برخی از محبوب‌ترین برنامه‌های تلویزیون ژاپن تبدیل شده‌است که در مجموع امتیاز ۵۲٫۶ درصدی را برای سریال به دست آورده‌است.